# Moraya
Moraya es una población perteneciente al municipio de Villazón de la provincia de Modesto Omiste en el departamento de Potosí en Bolivia. Tiene una aproximada población de 1000 habitantes, y se ubica a 3.000 m s. n. m. Su ubicación está entre las ciudades de Tupiza y Villazón. Está enclavado en un fértil valle alto. Fue fundada en el siglo XVI, y se constituía como el segundo cantón más antiguo de Bolivia detrás de Vitichi. Se encuentra a una distancia de 45 kilómetros de la ciudad de Villazón.
En la actualidad, Moraya es uno de los mayores productores de ganado caprino de la región de los Chichas, en el sur de Bolivia.

## Transporte
Moraya se encuentra a 320 kilómetros por carretera de Potosí, capital del departamento del mismo nombre, y a 65 kilómetros de la frontera con Argentina. Moraya es una parada de la línea de tren que va de Oruro vía Uyuni hasta Villazón.
Desde Potosí, la Ruta 1 proveniente del Lago Titicaca se dirige hacia el sureste y luego de 37 kilómetros llega al poblado de Cuchu Ingenio. Aquí se bifurca la Ruta 14 y, tomando rumbo sur por Tumusla, Santiago de Cotagaita y Hornillos, llega tras 224 km a la ciudad de Tupiza. Desde allí, la Ruta 14 continúa por Suipacha, Yuruma y El Tambo hasta llegar a Villazón en la frontera con Argentina. A unos cientos de metros al sur de El Tambo, una carretera secundaria se bifurca de la carretera principal en dirección sureste y llega a Moraya después de dos kilómetros.